# Take That
Take That — британская поп-рок-группа, которая главенствовала в национальных хит-парадах на протяжении пяти лет. Их отличие от других «мальчиковых» групп 1990-х годов состояло в том, что участники сами сочиняли свои песни. Телеканал BBC назвал Take That «самой успешной британской командой со времён The Beatles».

## История

### Ранние годы
Команда была сформирована в 1990 году в Манчестере и первоначально выступала в клубах и школах. За весьма короткий промежуток (1993—1996) ребята восемь раз сумели возглавить национальный хит-парад Великобритании, а их сингл «Back For Good» (1995) попал в число лучших пяти песен американского хит-парада Billboard Hot 100. Вскоре после прорыва на американский рынок об уходе из группы объявил Робби Уильямс, позже ставший очень популярным сольным певцом, продавшим свыше 55 миллионов своих дисков по всему миру. В феврале 1996 года оставшиеся четыре участника выпустили прощальный хит — кавер-версию песни Bee Gees «How Deep Is Your Love» — и объявили о роспуске команды.
Сразу после этого известия Великобританию захлестнула волна подростковой истерии, которая позволила солистам Гэри Барлоу и Марку Оуэну выпустить пару довольно успешных сольных хитов. Достаточно быстро их сольная карьера пошла под откос и о команде не было известий до 2006 года, когда четверо участников группы воссоединились и выпустили новый сингл «Patience». Он возглавлял британский хит-парад в течение четырёх недель и стал самым коммерчески успешным хитом в истории группы. В начале 2007 года они в десятый раз возглавили британские хит-парады, на этот раз с синглом «Shine»; на середину года намечен всемирный тур воссоединившейся команды.
22 мая 2008 года коллектив стал лауреатом престижной музыкальной премии Ivor Novello-2008 в номинации «Лучшее исполнение песни» за сингл Shine.

### Воссоединение с Уильямсом
В середине июля 2010 года официальный сайт Take That сообщил, что Робби Уильямс в качестве полноправного члена коллектива принял участие в записи нового диска Take That, получившего название Progress. Выход нового лонгплея группы состоялся 15 ноября 2010 года. В первый день выпуска в Великобритании было продано 235 тысяч копий альбома, что стало рекордом десятилетия.
4 октября 2011 года Гэри Барлоу сообщил, что Робби Уильямс продолжил сольную карьеру. Однако, как днём ранее сообщил представитель группы, это вовсе не означает, что английский музыкант окончательно покидает Take That.
12 августа 2012 года Take That выступили на церемонии закрытия Летних олимпийских игр в Лондоне, без Робби Уильямса, который из-за беременности жены и записи нового альбома не смог прилететь из Лос-Анджелеса. В октябре 2012 года было объявлено, что все пятеро участников группы планируют запись нового альбома и его выпуск в конце 2013 года, а Гэри Барлоу ещё ранее объявил о том, что группа планирует летом 2014 года большой стадионный тур, в поддержку грядущего альбома.

### Трио
Take That стали трио, когда в сентябре 2014 года было объявлено, что группу покидает Джейсон Орандж. Робби Уильямс в записи альбома также не принимал участия. Альбом III вышел 28 ноября 2014 года и поднялся на вершину британского хит-парада. Тур в поддержку альбома прошёл в Великобритании, Нидерландах, Германии, Дании, Австрии, Швейцарии и Италии.
Следующий альбом Take That под названием Wonderland вышел 24 марта 2017 года. Выпуск первого сингла Giants состоялся 17 февраля. Он добрался до тринадцатого места в британском хит-параде, высшая позиция альбома Wonderland — № 2. Тур по Великобритании в поддержку альбома начался 5 мая 2017 года шоу в Бирмингеме. Программа тура была изменена из-за теракта в Манчестере на концерте Арианы Гранде, и Take That объединили три концерта, которые должны были пройти в Манчестере, в один. Группа отыграла концерт на Etihad Stadium 18 июня, завершив тур по Великобритании.
11 ноября 2017 года группа отправилась в зарубежный тур, который включал Австралию, Новую Зеландию, Объединённые Арабские Эмираты и Израиль.

## Состав

### Текущий состав
- Гэри Барлоу (1990—1996, 2005— наши дни)
- Ховард Дональд (1990—1996, 2005— наши дни)
- Марк Оуэн (1990—1996, 2005— наши дни)

### Бывшие участники
- Робби Уильямс (1990—1995, 2009, 2010—2011)
- Джейсон Орандж (1990—1996, 2005—2014)

Tidslinje

## Дискография

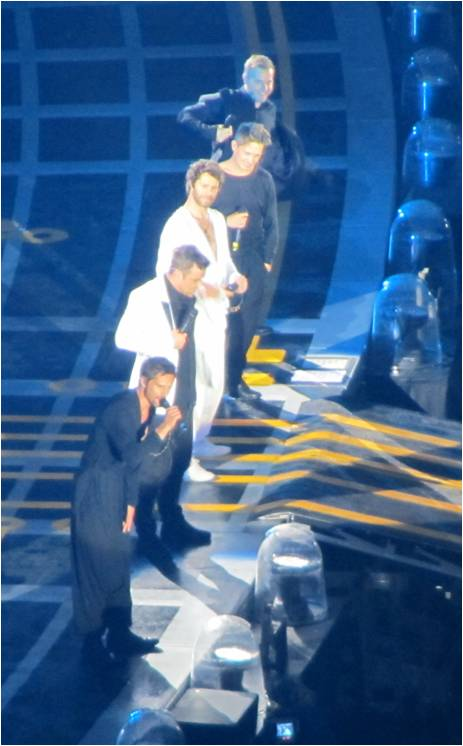
Дублин, Ирландия, 2011 год

Студийные альбомы
- 1992 — Take That and Party
- 1993 — Everything Changes
- 1995 — Nobody Else
- 2006 — Beautiful World
- 2008 — The Circus
- 2010 — Progress
- 2014 — III
- 2017 — Wonderland[англ.]
- 2023 — This Life

EP
- 2011 — Progressed
- 2015 — III — 2015 edition

Сборники
- 1996 — Take That: Greatest Hits
- 2005 — Never Forget — The Ultimate Collection
- 2006 — The Platinum Collection

Концертные альбомы
- 2009 — The Greatest Day — Take That Present: The Circus Live
- 2011 — Progress Live DVD Take That: Progress Live tour 2010—2011